# Uruguayrundan
Uruguayrundan kallades åttonde rundan under de internationella förhandlingarna inom GATT, och pågick från 1986 till 1994, med 123 deltagande länder. Det hela ledde slutligen till skapandet av Världshandelsorganisationen. Målet var att försöka enas på områden som tidigare ansetts svåra att liberalisera (som jordbruk och textil).  Uruguayrundans beslut trädde i kraft 1995, under WTO:s administration, och tidsfrister gick ut år 2000 (2004 för utvecklingsländer).
Uruguayrundan började i Punta del Este i Uruguay i september 1986, och fortsatte i Genève, Bryssel, Washington, DC och Tokyo, och slutade med Marrakechavtalet i Marrakech i april 1994.

## Förlopp
- 19 september 1986 : Punta del Este
- 19 september 1988 : Montréal
- 19 september 1990 : Bryssel
- 19 december 1991 : Genève
- November 1992 : Blair House
- April 1994 : Marrakech
- Januari 1995 : Genève

### Fotnoter
1. ↑  Cline, William (1995). ”Evaluating the Uruguay Round”. The World Economy 18 (1):  sid. 1. doi:10.1111/j.1467-9701.1995.tb00198.x. Läst 8 april 2013.
2. ↑  The Uruguay Round, World Trade Organization